# Beata Maksymow
Beata Elżbieta Maksymow-Wendt (* 27. Juli 1967 in Czeladź; † 9. Juni 2024) war eine polnische Judoka. Sie gewann zwei Weltmeistertitel, drei Europameistertitel und 24 polnische Meistertitel.

## Sportliche Karriere
Die 1,80 m große Judoka nahm 1984 zum ersten Mal an Weltmeisterschaften teil und belegte in der offenen Klasse den fünften Platz. Bei den Europameisterschaften 1985 gewann sie die Bronzemedaille in der offenen Klasse. 1986 gewann sie im Schwergewicht ihren ersten Europameistertitel, als sie in London das Finale gegen die Britin Sandra Bradshaw für sich entschied. Bei den Weltmeisterschaften 1987 in Essen belegte sie den siebten Platz im Schwergewicht. 1988 gewann sie bei den Europameisterschaften Bronze in der offenen Klasse.
1989 erkämpfte sie bei den Europameisterschaften in Helsinki zwei Medaillen. Nachdem sie im Schwergewichtshalbfinale der Niederländerin Angelique Seriese unterlegen war, bezwang sie im Kampf um Bronze die Deutsche Claudia Weber. In der offenen Klasse erreichte Maksymow das Finale, unterlag dort aber gegen Seriese. Bei den Judo-Weltmeisterschaften 1989 in Belgrad gewann sie Bronze im Schwergewicht und belegte in der offenen Klasse den siebten Platz.
1991 trat sie bei den Europameisterschaften nur im Schwergewicht an und gewann den Titel durch einen Finalsieg über Cladia Weber. Bei den Judo-Weltmeisterschaften 1991 in Barcelona unterlag sie im Halbfinale gegen die Südkoreanerin Moon Ji-yoon, den Kampf um Bronze gewann sie gegen die Deutsche Regina Sigmund. Ein Jahr später fand in Barcelona die olympische Premiere im Frauenjudo statt. Maksymow verlor ihren zweiten Kampf gegen die Kubanerin Estela Rodríguez. Nach zwei Siegen in der Hoffnungsrunde unterlag sie im Kampf um Bronze gegen die Japanerin Yōko Sakaue und belegte den fünften Platz.
Bei den Europameisterschaften 1993 belegte Maksymow den fünften Platz in der offenen Klasse und erhielt Bronze im Schwergewicht. Im kanadischen Hamilton verlor sie bei den Judo-Weltmeisterschaften 1993 im Schwergewicht den Kampf um Bronze gegen die Russin Swetlana Gundarenko. In der offenen Klasse gewann Maksymow das Finale gegen Seriese und damit ihren ersten Welttitel. Bei den Europameisterschaften 1994 gewann Seriese das Schwergewichtsfinale gegen Maksymow. In der offenen Klasse unterlag die Polin im Halbfinale gegen Monique van der Lee, ebenfalls aus den Niederlanden. Den Kampf um Bronze gewann Maksymow gegen die Ukrainerin Svetlana Lysyanskaya. 1995 trat Maksymow bei den Europameisterschaften nur im Schwergewicht an. Sie verlor gegen die Französin Christine Cicot im Halbfinale und gewann den Kampf um Bronze gegen die Britin Josephine Horton.
1996 belegte Maksymow im Schwergewicht den siebten Platz bei den Europameisterschaften. Bei den Olympischen Spielen in Atlanta erreichte Maksymow mit zwei Siegen das Halbfinale, verlor den Kampf um den Finaleinzug gegen die Kubanerin Estela Rodríguez und dann auch den Kampf um Bronze gegen die Deutsche Johanna Hagn. 1997 gewann Maksymow bei den Europameisterschaften in Ostende zwei Medaillen, nach Bronze im Schwergewicht gewann sie das Finale in der offenen Klasse gegen die Niederländerin Françoise Harteveld. Bei den Weltmeisterschaften 1997 in Paris gewann sie im Schwergewicht die Bronzemedaille durch einen Sieg über die Kubanerin Daima Beltrán. 1998 erreichte Maksymow in der offenen Klasse das Europameisterschaftsfinale und verlor gegen Harteveld. Ihren letzten großen internationalen Erfolg feierte Beata Maksymow bei den Weltmeisterschaften 1999 in Birmingham. Im Halbfinale besiegte sie die Britin Karina Bryant, im Finale bezwang sie die Chinesin Yuan Hua. Bei den Olympischen Spielen 2000 schied Maksymow frühzeitig gegen die US-Judoka Colleen Rosensteel aus.

## Polnische Meistertitel
- Schwergewicht: 1984, 1986, 1988, 1989, 1991, 1992, 1993, 1995, 1996, 1997, 1998, 1999, 2000
- Offene Klasse: 1986, 1989, 1991, 1992, 1993, 1994, 1995, 1996, 1997, 1999, 2000